# Campeonato Panamericano de Béisbol Sub-12
El Campeonato Panamericano de Béisbol Sub-12 es organizado por la Confederación Mundial de Béisbol y Sóftbol y la Confederación Panamericana de Béisbol desde el año 1988 en Venezuela resultando la Selección de béisbol de Cuba como primer campeón, además la Selección de béisbol de Venezuela es el más ganador con 12 títulos 5 de ellos consecutivos en dos ocasiones la primera desde 1998 hasta 2003 y desde 2007 hasta 2011.

## Historial
| Año          | Sede                                |                      | Medalla de oro       | Medalla de plata     |  | Medalla de bronce |
| 1988 Detalle | Maracaibo, Venezuela                | Cuba                 | Venezuela            | Brasil               |  |                   |
| 1989 Detalle | Santo Domingo, República Dominicana | República Dominicana | Cuba                 | Sin información      |  |                   |
| 1990 Detalle | Buenos Aires, Argentina             | Brasil               | Sin información      | Sin información      |  |                   |
| 1991 Detalle | Matzatlán, México                   | Venezuela            | Sin información      | Sin información      |  |                   |
| 1992 Detalle | Tampico, México                     | México               | Venezuela            | Nicaragua            |  |                   |
| 1993 Detalle | San Pedro Sula, Honduras            | México               | Sin información      | Honduras             |  |                   |
| 1994 Detalle | Hidalgo, México                     | Cuba                 | México               | Venezuela            |  |                   |
| 1995 Detalle | Illinois, Estados Unidos            | Venezuela            | México               | República Dominicana |  |                   |
| 1996 Detalle | Buenos Aires, Argentina             | Argentina            | Colombia             | Estados Unidos       |  |                   |
| 1997 Detalle | República Dominicana                | Cuba                 | México               | Venezuela            |  |                   |
| 1998 Detalle | Managua y Rivas, Nicaragua          | Venezuela            | Panamá               | Brasil               |  |                   |
| 1999 Detalle | Ciudad de Panamá, Panamá            | Venezuela            | Brasil               | Nicaragua            |  |                   |
| 2000 Detalle | Los Teques, Venezuela               | Venezuela            | Brasil               | México               |  |                   |
| 2001         | México                              | No se realizó        |                      |                      |  |                   |
| 2002 Detalle | México D.F., México                 | Venezuela            | México               | Brasil               |  |                   |
| 2003 Detalle | Guayaquil, Ecuador                  | Venezuela            | Panamá               | México               |  |                   |
| 2004 Detalle | Barranquilla, Colombia              | México               | Brasil               | Colombia             |  |                   |
| 2005 Detalle | Cali, Colombia                      | Colombia             | México               | Venezuela            |  |                   |
| 2006 Detalle | Ixtapa, México                      | México               | Venezuela            | República Dominicana |  |                   |
| 2007 Detalle | Aragua, Venezuela                   | Venezuela            | Puerto Rico          | Panamá               |  |                   |
| 2008 Detalle | Tolú, Colombia                      | Venezuela            | México               | Panamá               |  |                   |
| 2009 Detalle | San Juan, Puerto Rico               | Venezuela            | Panamá               | Colombia             |  |                   |
| 2010 Detalle | Colombia                            | Venezuela            | Colombia             | República Dominicana |  |                   |
| 2011 Detalle | Ciudad de Guatemala, Guatemala      | Venezuela            | Panamá               | Nicaragua            |  |                   |
| 2012 Detalle | Barranquilla, Colombia              | Panamá               | Colombia             | Brasil               |  |                   |
| 2013 Detalle | Guatemala                           | México               | Nicaragua            | El Salvador          |  |                   |
| 2014 Detalle | México                              | Nicaragua            | Estados Unidos       | Venezuela            |  |                   |
| 2015 Detalle | Nicaragua                           | Nicaragua            | México               | Panamá               |  |                   |
| 2016 Detalle | México                              | México               | Estados Unidos       | Nicaragua            |  |                   |
| 2017 Detalle | Managua, Nicaragua                  | Panamá               | República Dominicana | Nicaragua            |  |                   |
| 2018 Detalle | Aguascalientes, México              | Estados Unidos       | México               | Cuba                 |  |                   |
| 2019 Detalle | Medellín, Colombia                  | Colombia             | República Dominicana | Brasil               |  |                   |
| 2023 Detalle | Aguascalientes, México              | Estados Unidos       | Venezuela            | México               |  |                   |

## Medallero
| #  | País                 |    |   |   | Total |
| -- | -------------------- | -- | - | - | ----- |
| 1  | Venezuela            | 12 | 4 | 4 | 20    |
| 2  | México               | 6  | 8 | 3 | 17    |
| 3  | Cuba                 | 3  | 1 | 1 | 5     |
| 4  | Panamá               | 2  | 4 | 3 | 9     |
| 5  | Colombia             | 2  | 3 | 2 | 7     |
| 6  | Estados Unidos       | 2  | 2 | 1 | 5     |
| 7  | Nicaragua            | 2  | 1 | 5 | 8     |
| 8  | Brasil               | 1  | 3 | 5 | 9     |
| 9  | República Dominicana | 1  | 2 | 3 | 6     |
| 10 | Argentina            | 1  | 0 | 0 | 1     |
| 11 | Puerto Rico          | 0  | 1 | 0 | 1     |
| 12 | El Salvador          | 0  | 0 | 1 | 1     |
| 13 | Honduras             | 0  | 0 | 1 | 1     |